# Johnny Răducanu
Johnny Răducanu (n. 1 decembrie 1931, Brăila, România – d. 19 septembrie 2011, București, România) a fost un contrabasist, pianist, compozitor, aranjor și conducător de formație român de etnie romă.

## Biografie
Pe numele său real Răducan Crețu, s-a născut într-o familie de romi cu tradiții muzicale de peste trei sute de ani, de pe timpul lăutarului Petrea „Crețul” Șolcan. S-a remarcat ca un talentat interpret de jazz la contrabas, încă de la 19 ani. A făcut studii muzicale la Iași și Cluj (la Școala de Muzică, actualmente Liceul de Muzică „Sigismund Toduță”), apoi la Conservatorul „Ciprian Porumbescu” din București (clasa contrabas, 1953-1956). Îndrumător activ al tinerei generații, Johnny Răducanu este considerat un veteran al muzicii românești de jazz.
Din anul 1971, a fost membru al Uniunii Compozitorilor și Muzicologilor din România. A devenit membru de onoare al Academiei „Louis Armstrong” din New Orleans în anul 1987.
A fost căsătorit cu Geta Costin între 1962 și 1970.
În anul 1976 i-a fost oferită „Diploma de merit” de Departamentul cultural al Statelor Unite pentru activitatea sa muzicală.
Johnny Răducanu a murit în data de 19 septembrie 2011 în locuința sa din str. Oltarului din București. 
Din 2013, în orașul natal al muzicianului, Brăila, se desfășoară Festivalul Internațional de Jazz „Johnny Răducanu”.

## Discografie
- Jazz în trio – Seria Jazz nr. 4 (Electrecord, 1966)
- Jazz în țara mea (Jazz in my country) (Electrecord, 1967)
- Confesiuni (Electrecord, 1979)
- Confesiuni II – Seria Jazz nr. 19 (Electrecord, 1982)
- Confesiuni 3 – Seria Jazz nr. 21 (Electrecord, 1986)
- Jazz Made in Romania (Electrecord, 1987)
- To His Friends (Alpha Publishing, 1996)
- Jazz Behind the Carpathians (Green Records, 1999)
- Jazz antifanariot (Anastasia, 2002)
- Jazz Made in Romania - Live in San Francisco (cu Teodora Enache) (Mediaround Inc. / Intercont Music, 2002)
- Jazz Bestament (Tescani Productions, 2005)
- Chamber Jazz Music (Soft Productions, 2008)
- Inside Stories - Jazz Poems (Tvr Media, 2009)

## Autobiografie
- Singurătatea, meseria mea (Regent House Printing & Publishing, 2002)
- Țara lui Johnny (Vivaldi, 2005)

## Volume colective
- Prima mea beție, coord. de Gabriel H. Decuble - Constantin Acosmei, Silviu Dancu, Gabriel H. Decuble, Șerban Foarță, Bogdan Ghiu, Mugur Grosu, Florin Iaru, Augustin Ioan, V. Leac, Mitoș Micleușanu, Matei Pleșu, Johnny Răducanu, Robert Șerban, Iulian Tănase, Mihail Vakulovski, Radu Vancu, Constantin Vică, Daniel Vighi; Ed. Art, 2009;
- Prima mea dezamăgire în dragoste, coord. de Laura Albulescu - Marius Chivu, Silviu Dancu, Raluca Dincă, Șerban Foarță, Bogdan Ghiu, Adela Greceanu, Mugur Grosu, Augustin Ioan, Luminița Marcu, Mitoș Micleușanu, Ada Milea, Matei Pleșu, Antoaneta Ralian, Johnny Răducanu, Cecilia Ștefănescu, Iulian Tănase, Stelian Țurlea, Constantin Vică; Ed. Art, 2009;